# Vadim Sergeyevich Afonin
Vadim Afonin (tiếng Nga: Вадим Афонин, sinh ngày 29 tháng 9 năm 1987) là một cầu thủ bóng đá người Uzbekistan-Nga hiện tại thi đấu ở vị trí tiền vệ phòng ngự cho Orenburg.

## Sự nghiệp

### Câu lạc bộ
Vào tháng 2 năm 2014 Afonin ký hợp đồng với Gazovik Orenburg.
Vào ngày 21 tháng 6 năm 2017, F.K. Anzhi Makhachkala thông báo bản hợp đồng Afonin với thời hạn 1 năm cùng với điều khoản thêm năm thứ hai.
Anh trở lại F.K. Orenburg vào ngày 11 tháng 1 năm 2018.